# Polizeiakademie Hessen

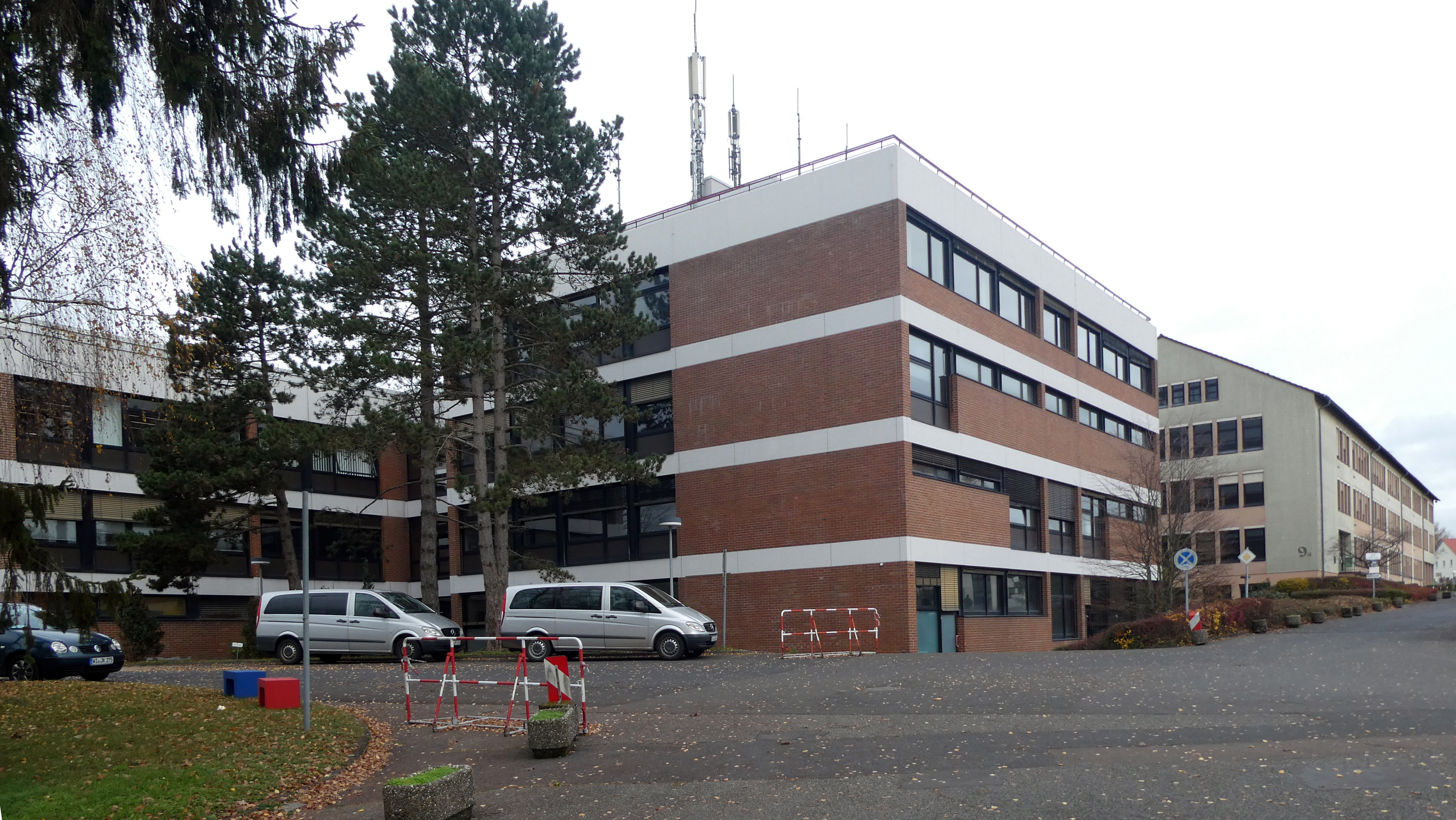
Lehrsaalgebäude

Die Polizeiakademie Hessen (HPA), bis 2009 als Hessische Polizeischule (HPS) bezeichnet, war bis 2022 eine Behörde des Landes Hessen, die für die Ausbildung und Fortbildung der hessischen Polizei zuständig war. Sie befand sich als zentrale polizeiliche Aus- und Fortbildungsstätte des Landes in Wiesbaden.

## Nachfolgeeinrichtung
Mit der Gründung der Hessische Hochschule für öffentliches Management und Sicherheit (HöMS) zum Januar 2022 wurde das Zentrum für Fort- und Weiterbildung (ZFW) als Teil der Hochschule gegründet. Im ZFW gehen die Zentrale Fortbildung Hessen (ZFH), Fortbildung für Studium und Lehre, Hochschuldidaktik und pädagogische Bildung und die Fachfortbildung Polizei (ehemals HPA) in Hauptsachgebieten auf. Im Hauptsachgebiet 2 findet sich die Fachfortbildung Polizei wieder. Am Standort in Wiesbaden und den Außenstellen an den Standorten in Kassel, Lich und in Mühlheim werden die bisherigen Aufgaben der ehemaligen Abteilung Fortbildung der HPA in aufgabenbezogenen Sachgebieten verortet und für die neue Hochschule alle zentralen und dezentralen Seminare und Lehrgänge der Fachfortbildung Polizei sowie des ZPD angeboten.

## Geschichtliche Entwicklung bis 1950
Nach dem Zusammenbruch des Dritten Reiches und der bedingungslosen Kapitulation Deutschlands am 8. Mai 1945 standen die Alliierten vor der Aufgabe, die Verwaltung und die polizeilichen Sicherheitskräfte in Deutschland wieder aufzubauen. General Dwight D. Eisenhower, der Oberbefehlshaber der alliierten Streitkräfte in Europa, bevorzugte die Herstellung der Funktionsfähigkeit der Verwaltung vor Entnazifizierung und Entmilitarisierung. Er war der Ansicht, dass die Versorgung der Bevölkerung und die Aufrechterhaltung der öffentlichen Ordnung Vorrang haben mussten. Dazu hatten sich die West-Alliierten im gemeinsamen Stab für Besatzungsfragen (SHAEF/G51) auf sogenannte Military Government Detachments (MG-Detachments) geeinigt. Diese Einheiten sollten hinter den kämpfenden Truppen für Sicherheit und Ordnung sorgen sowie kommunale Verwaltungen aufbauen. Die MG-Detachments bestanden aus Soldaten und Zivilisten aus den alliierten Ländern. Sie hatten die Aufgabe, unbelastete deutsche Fachleute für die Verwaltung zu rekrutieren. Dies war jedoch aufgrund der strengen Entnazifizierungsbestimmungen der Alliierten schwierig. In vielen Fällen kam es daher zu willkürlichen Rekrutierungen von Fachpersonal durch die MG-Detachments. Die gefundenen Personen wurden mit weißen Armbinden mit der Aufschrift MG-Police ausgestattet und nahmen unter Aufsicht der Militärverwaltung die ihnen übertragenen Aufgaben wahr. Da es die Absicht der Alliierten war, die komplette Verwaltung zu dezentralisieren, musste eine neue Rechtsgrundlage für den Neuaufbau von kleineren Stadt-, Land- und Grenzpolizei-Einheiten geschaffen werden. Am 7. Juli 1945 erließen die Alliierten die USFET-Direktive 2 - Administration of Military Government in the US-Zone of Germany, die den Aufbau der deutschen Polizei regelte, sie legte die Grundlage für den Aufbau einer demokratischen und rechtsstaatlichen Polizei. Diese Verordnung sah vor, dass die deutsche Polizei künftig aus drei Bereichen bestehen sollte:
- Die Landespolizei sollte für die innere Sicherheit in den einzelnen Bundesländern zuständig sein.
- Die Bundespolizei sollte für die Sicherheit an den Grenzen und in den Bahnhöfen zuständig sein.
- Die Kriminalpolizei sollte für die Aufklärung von Straftaten zuständig sein.

Die Direktive 2 war ein wichtiger Schritt zur Neuordnung der deutschen Polizei, die Umsetzung gestaltete sich jedoch schwierig. Die alliierten Besatzungsmächte hatten unterschiedliche Vorstellungen davon, wie die deutsche Polizei aufgebaut werden sollte. In der Sowjetischen Besatzungszone wurde die deutsche Polizei nach sowjetischem Vorbild aufgebaut. Sie war streng zentralistisch organisiert und unterstand der Kontrolle der sowjetischen Militäradministration. In der Amerikanischen, Britischen und Französischen Besatzungszone wurde die deutsche Polizei nach demokratischen Grundsätzen aufgebaut. Sie war dezentral organisiert und unterstand der Kontrolle der jeweiligen Landesverwaltung.
Nach dem Ende des Zweiten Weltkriegs war die deutsche Polizei in einem desolaten Zustand. Die meisten Polizisten waren entweder gefallen oder in Kriegsgefangenschaft geraten. Die wenigen verbliebenen Polizisten waren oft unzureichend ausgebildet und ausgerüstet. Um die Sicherheit in der US-Zone Deutschlands wiederherzustellen, war es daher notwendig, eine neue Polizei aufzubauen. Die Direktive USFET-Direktive 2 vom 7. Juli 1945 sah vor, dass die deutsche Polizei unter der Aufsicht der Militärregierung neu organisiert und in kommunalen und provinzialen Polizeischulen ausgebildet werden sollte. Im kommunalen Bereich entstanden vier Polizeischulen in Frankfurt am Main, Kassel, Marburg und Wiesbaden und zwei Polizeischulen für den Landesbereich, die zunächst in Bad Selters und Homberg (Efze), dann in Hofgeismar und Wiesbaden etabliert wurden. Die Ausbildung an den Polizeischulen war in den Anfangsjahren sehr schwierig. Es fehlte an geeigneten Räumlichkeiten, an Ausrüstung und an Lehrmaterial. Die Ausbildungsrichtlinien waren noch nicht vollständig erarbeitet und die Polizeianwärter waren oft nur unzureichend vorbereitet. Am 25. Juni 1945 wurde in Kassel die Provinzial-Polizeischule Kurhessen in der Hohenzollern-Kaserne, einer ehemaligen Schutzpolizei-Kaserne, eröffnet. Mit der Leitung der Schule wurde Polizeidirektor Herbert Kalicinski betraut. Da die Kaserne stark bombenbeschädigt war und eine Polizeihundeführer-Schule angegliedert werden sollte, plädierte er schon im August 1945 für einen Umzug. In Homberg/Efze fand man in einem ehemaligen Wehrertüchtigungslager die notwendigen Unterkünfte. Am 1. Oktober 1945 wurde die Polizeischule in Homberg (Efze) eröffnet und am 19. Oktober von Vertretern der Kommunal- und Militärbehörden eingeweiht. Allerdings war man auch hier nur notdürftig untergebracht und ständig auf der Suche nach größeren Räumlichkeiten. Eine Verbesserung der Lage trat ein, als die Provinzial-Polizeischule Kurhessen, dem Groß-Hessischen Innenminister unterstellt wurde. So konnten nach Auflösung eines Lazaretts in der Schulturnhalle eine Gemeinschaftsküche und ein Speiseraum eingerichtet werden. Ein Auszug aus dem Schultagebuch des Januar 1946 der Provinzial-Polizeischule Kurhessen zeigt, unter welchen Bedingungen die Ausbildung damals stattfand: „Wegen der großen Kälte und der mangelhaften Ernährung sowie unzureichender Bekleidung wird der Frühsport bis auf weiteres ausgesetzt.“ Am 31. Januar 1946 wurde durch den Hessischen Minister des Innern Hans Venedey eine neue Regelung zur Einstellung und Ausbildung der Polizei aufgestellt und mit der Verordnung über die vorläufigen Laufbahnrichtlinien für den hessischen Staats- und Kommunal-Polizeivollzugsdienst vom 13. Mai 1949 gesetzlich geregelt. PD Kalicinski hatte eine Berufung als Leiter an die Zentralpolizeischule der Britischen Zone angenommen und schied am 1. November 1948 aus dem Dienst des Landes Hessen aus. Auf seinen Posten wurde Oberregierungsrat Friedrich Bellof an die Landespolizeischule berufen. Die vergebliche Suche nach besseren Räumlichkeiten in Homberg/Efze führte im August 1949 zum Entschluss, die Landespolizeischule Homberg in die Manteuffel-Kaserne nach Hofgeismar zu verlegen. Bis zu diesem Standortwechsel wurden in Homberg 41 Kurzlehrgänge, neun Grund-, vierzehn Meister-, drei Kriminal-Assistenten-, vier Oberbeamten- und neun Dolmetscher-Lehrgänge durchgeführt. Mitte September 1945 richtete die Stadt Kassel in der zuvor von der Provinzial-Polizeischule Kurhessen verlassenen Hohenzollern-Kaserne ihre kommunale Polizeischule ein, die bereits seit Juli 1945 als Polizeivorschule bestanden hatte. Geleitet wurde die Schule ab April 1946 von Polizeimeister Albert Weber und im Juli 1946 in Polizeischule Kassel umbenannt. Nicht nur Kasseler Polizisten, sondern auch Beamte aus der gesamten Provinz Kurhessen wurden ausgebildet. Zum 1. Juli 1954 wurde die Polizeischule Kassel aus organisatorischen Gründen aufgelöst.
In Marburg wurde bereits im Oktober 1945 mit der Ausbildung von deutschen Kriegsgefangenen zu Polizeibeamten begonnen. Die Schule wurde zunächst von einem amerikanischen Offizier namens Lobl geleitet, danach von Polizei-Kommandant Walter Miszczuk. Bis zum 15. November 1945 wurden in Marburg Polizeibeamte ausgebildet. Danach wurde die Schule für die Ausbildung der neuen Grenzpolizei vorgesehen. Am 19. November 1945 wurde der erste Lehrgang für Grenzpolizei-Beamtenanwärter einberufen. Im Herbst 1946 wurde die Schule in Marburg geschlossen, da alle zukünftigen Lehrgänge an der Landespolizeischule in Bad Selters stattfinden sollten. Ab diesem Zeitpunkt existierten nur noch drei kommunale Polizeischulen in Hessen. Die Kommunale Polizeischule Frankfurt am Main wurde am 25. August 1945 behelfsmäßig im Polizeipräsidium eröffnet und ab dem 1. Januar 1947 in einen Kasernenbau an der Ginnheimer Straße verlegt. Unter der Leitung des Polizeikommandanten Schönbach wurde ab dem 1. Juli 1947 mit dem Unterricht der Frankfurter Polizeibeamten und Angehöriger fast aller Polizeiverwaltungen der näheren und weiteren Umgebung begonnen. Die Polizeischule Frankfurt am Main wurde unter dem letzten Schulleiter Adolf Hahnzog aus organisatorischen Gründen zum 15. September 1953 geschlossen.
Für den Regierungsbezirk Wiesbaden wurde am 1. Oktober 1945 im bombenbeschädigten ehemaligen Sanatorium Dornblüth in der Händelstraße mit einem Festakt die zunächst staatliche Polizeischule in Wiesbaden unter der Leitung von Direktor Dr. Philipp Hamberger (*3. April 1891 in Hahn) gegründet, bis 1949 konnten in der kommunalen Polizeischule 1.600 Polizisten ausgebildet werden. 1950 wurde Walter Miszczuk mit der Schulleitung beauftragt, nachdem Hamberger zum Kommandeur der hessischen Polizei im Innenministerium berufen. Die Hessische Polizeischule für den Regierungs- und Stadtbezirk Wiesbaden wurde Ende Juni 1951 aufgelöst, da das Gebäude für das neuentstandene Bundeskriminalamt benötigt wurde. Am 8. Oktober 1945 wurde der ehemalige Polizeihauptmann Friedrich Bellof mit der Leitung der Polizeischule betraut.
Die Landespolizeischule in Bad Selters, die hauptsächlich für die Ausbildung der Grenzpolizei zuständig war, wurde am 1. Februar 1946 im Kurhaus von Bad Selters eröffnet. Sie wurde am 30. Juni 1948 aufgelöst, weil die Aufgaben der Grenzpolizei weitestgehend entfallen waren und die Ausbildung auf Landesebene weiter zentralisiert werden sollte. Ab diesem Zeitpunkt gab es nur noch die Landespolizeischule in Homberg (Efze), diese wurde dann in der Zeit vom 24. September bis 2. Oktober 1949 nach Hofgeismar verlegt. Die Leitung blieb weiterhin in den Händen von Oberregierungsrat Friedrich Bellof. Da zu dieser Zeit die Einrichtung einer weiteren Polizeischule möglichst im südhessischen Raum geplant war, wurden schon vor dem Umzug die Planstellen der Landespolizeischulen auf die Schulen Nord und die noch einzurichtende Süd verteilt. Nach erfolgtem Umzug konnte am 3. Oktober 1949 der Lehrbetrieb in Hofgeismar beginnen, am 1. August 1950 der erste Verkehrslehrgang in der Landespolizeischule Hofgeismar.
Durch die veränderte weltpolitische Lage durch den eskalierenden Ost-West-Konflikt befürwortete die US-Militärregierung am 14. Dezember 1948 eine Verstärkung der Länderpolizeien um 10.000 Mann. Mit Erlass vom 7. November 1949 des Hessischen Ministers des Innern Heinrich Zinnkann wurde eine neue Personalplanung für die staatliche und kommunale Polizei vorgestellt und die hessische Polizei auf eine Stärke von 9.000 Mann durch die Einstellung von 1.000 neuen Beamten und die Umwandlung von 3.000 Gemeindebeamten in Landesbeamte vergrößert. Die Gründung der Bereitschaftspolizei in Deutschland war eine Reaktion auf die Bedrohungslage im Kalten Krieg. Die Alliierte Hohe Kommission hatte den Ländern zunächst die Einrichtung zentraler Polizeischulen gestattet, um die Ausbildung der Polizeibeamten zu vereinheitlichen. Die USA und Großbritannien forderten jedoch zusätzlich die Aufstellung einer 30.000 Mann starken Polizeitruppe, die als Reaktionseinheit bei sicherheitspolitischen Krisen eingesetzt werden sollte. Die Blockade Berlins, die Einrichtung einer kasernierten Volkspolizei und der Koreakrieg führten zum Umdenken der Westalliierten. Am 30. August 1950 einigten sich die Ministerpräsidenten der Länder auf die Aufstellung einer 20.000 Mann starken Bereitschaftspolizei. Diese Einheit wurde mit Datum vom 27. Oktober 1950 der Hoheit der Länder unterstellt. Die Hauptaufgaben der Bereitschaftspolizei waren die Abwehr von Bedrohungen der verfassungsmäßigen Ordnung, die Abwehr von Sabotageakten und die Befriedung auftretender Unruhen.

## Hessische Landespolizeischule-Süd in Wiesbaden-Dotzheim
Am 16. November 1950 entstand unter der Bezeichnung Hessische Landespolizeischule-Süd die Polizeiausbildungsstätte in Wiesbaden-Dotzheim, Schönbergstraße 100, in der ehemaligen Luftnachrichten-Kaserne im Kohlheck. Diese neue Einrichtung war zunächst nur für die Ausbildung der neu aufgestellten Hessischen Bereitschaftspolizei vorgesehen und begann im Dezember 1950 in einer notdürftig hergerichteten Baracke mit dem Unterricht für den ersten Auswahllehrgang für Unterführer und Stammpersonal in der Stärke von achtzig Beamten. Sie war die erste zentrale Polizeischule in der Bundesrepublik Deutschland. Die Ausbildung an der Polizeischule Süd dauerte sechs Monate und umfasste sowohl polizeiliche als auch militärische Inhalte. Im Dezember 1951 erfolgte die Zusammenlegung der beiden Polizeischulen Nord und Süd zur Hessischen Polizeischule (HPS), damit wurden die noch vorhandenen Ausbildungseinrichtungen der kommunalen Polizeibehörden aufgelöst. Im März 1951 wurde eine zweite Baracke für weitere 80 Polizeianwärter der 2. Ausbildungsgruppe hergerichtet. Neben den beiden Baracken stand nur das Wirtschafts- und Verwaltungsgebäude aus dem Jahre 1936, das späteren Gebäude 1. Der Gebäudetrakt wurde als Unterkunft, Turnhalle, Küche, Speiseraum, Büros der Schulleitung und Wirtschaftsverwaltung genutzt. 1952 wurden drei weitere Unterkunftsgebäude errichtet und 1954 ein Lehrsaalgebäude (Haus 9a), sowie eine Sporthalle und der Sportplatz. 1955 zog die Polizei-Kraftfahrschule aus Darmstadt mit der Technischen Lehrabteilung in ein neues Verwaltungs- und Unterrichtsgebäude mit Werkstatträumen ein. Zwischen 1956 und 1961 wurden zwei weitere Unterkunftsgebäude und die Fernmeldeleitstelle gebaut, die Unterkunftskapazität hatte sich auf 800 Plätze erhöht. Die Ausbildung der ersten 160 Polizeianwärter im Jahr 1951 erfolgte nach dem Hiltruper Plan und entsprach den Konzepten aus den Jahren vor 1933. Die 48 Unterrichtsstunden pro Woche beinhalteten Deutsch, Körperschulung, Rechts- und Staatsbürgerkunde, sowie die Waffen- und Schießausbildung. Die Ausbildung mit Antrete-Übungen, Kolonnenmärschen mit Marschlied, Maschinengewehr und Patronenkasten, sowie Vorschriften über Stuben- und Kleiderordnung stark militärisch geprägt. Erst die steigende Verkehrsdichte und zunehmende Kriminalität veränderte die Ausbildungsinhalte in den 1960er Jahren.
Im Jahre 1965 wurde die Hessische Polizeidiensthundführerschule in Mühlheim am Main als Fachgruppe der Hessischen Polizeischule angegliedert. Sie war zuvor unmittelbar dem Hessischen Innenministerium unterstellt gewesen. Das Zentrale Diensthundwesen hat die Aufgabe der Aus- und Fortbildung der hessischen Diensthundführer/-innen und deren Diensthunde und unterstützt im operativen Bereich unter anderem durch den Einsatz der Leichenspürhunde die hessischen und außerhessischen Polizeibehörden. Das Sachgebiet Aus- und Fortbildung (SG AuF) ist zuständig für die Planung und Durchführung der Lehrveranstaltungen für die Einsatzbereiche Schutzhund, Sprengstoffspürhund, Rauschgiftspürhund und Diensthunde für besondere Lagen, sowie für die Durchführung des Hundean- und verkaufs, Überwachung des Welpenaufzuchtprogramms und Durchführung von Leistungsstandfeststellungen.

## Entwicklung ab den 1970er Jahren bis zur Auflösung 2022

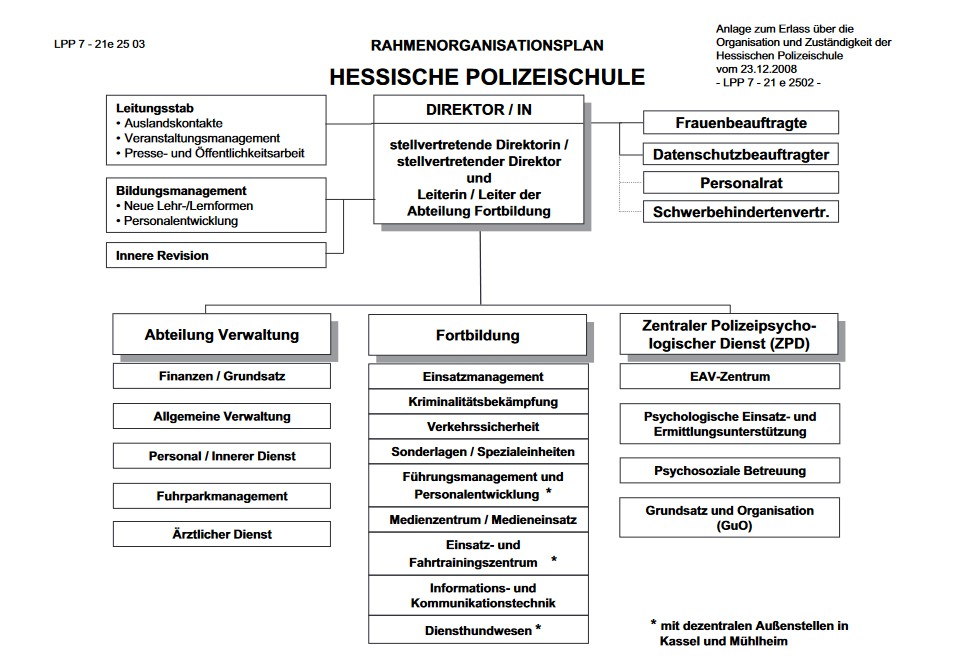
Organigramm des Hessischen Polizeischule (2008)

1974 entstand mit einem Kostenaufwand von 6,3 Millionen DM das neue Unterkunftsgebäude 19 mit großem Versammlungsraum im vierten Obergeschoss, die Unterkunftskapazität erhöhte sich auf 1.000 Menschen. 1976 wurde das Unterrichtsgebäude 9a mit dem Trakt 9b unter Baukosten von 13,28 Millionen DM mit zahlreichen Speziallehrsälen, Raumschießanlage und Bücherei erweitert. Die deutschen und internationalen Terroraktivitäten, die Ausschreitungen bei Studentenprotesten und Demonstrationen gegen die Atompolitik, und die zunehmende Gewalt und Bewaffnung im Drogenmilieu durch die aufblühende Rauschgiftkriminalität bedingten die Aufstellung und Ausbildung von Spezialeinheiten, die eine Einbindung von Pädagogen, Psychologen und Soziologen in der Ausbildung erforderlich machten. Aus dem von Befehl und Gehorsam geprägten Polizeiapparat entwickelte sich eine bürgernahe und demokratische Organisation. 1979 wurde die Ausbildung durch ministeriellen Erlass neu geregelt, der klassische neunmonatige Kommissarslehrgang wurde von einer dreijährigen Fachhochschulausbildung abgelöst. Die Nachwuchs des gehobenen Polizeidienstes und die Verwaltung der FHS wurden im für 1,5 Millionen DM frisch renovierten Gebäude 2 untergebracht. Die staatliche Ausbildungsstätte Hessische Polizeischule unter Dienst- und Fachaufsicht des Hessischen Innenministeriums blieb für die polizeifachliche und technische Aus- und Fortbildung der Schutz- und Kriminalpolizei zuständig.
Seit dem Jahr 1981 wurde das computergestützte Informations- und Dokumentationssystem MEDOK aufgebaut, in dem polizeirelevante Literaturveröffentlichungen, wie Aufsätze, Bücher, Gesetzte, Verordnungen, Urteile, Erlasse und sonstige Medien gespeichert sind. MEDOK listet alle Suchanfragen zu passenden Treffern der vorhandenen gedruckten und elektronischen Bücher, Zeitschriften und Datenbanken auf und war eine sinnvolle Ergänzung der Bibliothek der HPS, in der auf 150 m² über 17.000 gebundene Bücher, 142 laufend gehaltene Zeitschriften, 250 Titel von Loseblattsammlungen und mehreren Tageszeitungen umfasste. MEDOK entwickelte sich durch die Einbindung in die INTRANET-Anwendung der hessischen Polizei zum Polizei-Google und kann landesweit von allen PC-Endgeräten abgerufen werden.
Im Jahre 1981 wurde die neue Sport- und Schwimmhalle eingeweiht, in diesem Jahr fanden die ersten Grundausbildungen von Frauen in der Schutzpolizei und nichtdeutschen Mitbürgern statt. Mit Einführung der Zweigeteilten Laufbahn mit einer ausschließlichen Ausbildung in den Fachhochschulen im Jahre 1996 wurde die HPS zur reinen Fortbildungsstätte und die Ausbildungskonzepte angepasst. Im Oktober 2000 führt Hessen die Wachpolizei ein, deren Ausbildung der HPS obliegt. Seit 1998 wurde die fachliche und soziale Kompetenz beim Einschreiten der Polizei in Übungen der Dezentralen Integrierten Fortbildung (DIF) trainiert und ab 2004 in der umgebauten alten Sporthalle in einem modernen Einsatztrainingszentrum in realitätsnahen Übungsszenarien umgesetzt. In einer fünfzehnwöchigen Ausbildung werden Eingriffsrecht, -taktik, -technik, unmittelbarer Zwang, Kommunikation, Stressbewältigung und Schießausbildung in dem Modul Schieß/Einsatztraining (SET) unterrichtet. Seit Anfang der 1980er Jahre gehören Seminare im Fachbereich Fahrtrainingszentrum (FTZ) in Hünstetten zur Standardausbilung.
2007 wurde der Sportplatz durch eine Tartanbahn, Hochsprunganlage und einem Beachvolleyballfeld modernisiert. 2009 erfolgte die kontrovers geführte Umbenennung der Hessischen Polizeischule zur Polizeiakademie Hessen. Der hochtrabende Begriff Akademie für eine Schule, die nicht den gleichen hohen Ansprüchen genügt wie eine Universität, sollte nicht als Akademie bezeichnet werden. 2010 wurden auf einer Fläche von 400 m² die Tatortwelten und das Kriminalpanoptikum zum Thema Spurensuche und -sicherung und taktischer Einsatzdurchführung vorgestellt. Auf dem 115.000 m² großen Gelände in Wiesbaden-Dotzheim wurden in 1.200 HPA-Seminaren und Arbeitstagungen bis zu 16.500 Lehrgangsteilnehmer aus Hessen, Deutschland und der Welt von 270 Mitarbeiterinnen und Mitarbeitern jährlich betreut. Mit der Gründung der Hessischen Hochschule für Öffentliches Management und Sicherheit zum Januar 2022 ging die HPA im Hauptsachgebiet Fachfortbildung Polizei auf und ist keine polizeiliche Einrichtung mehr.

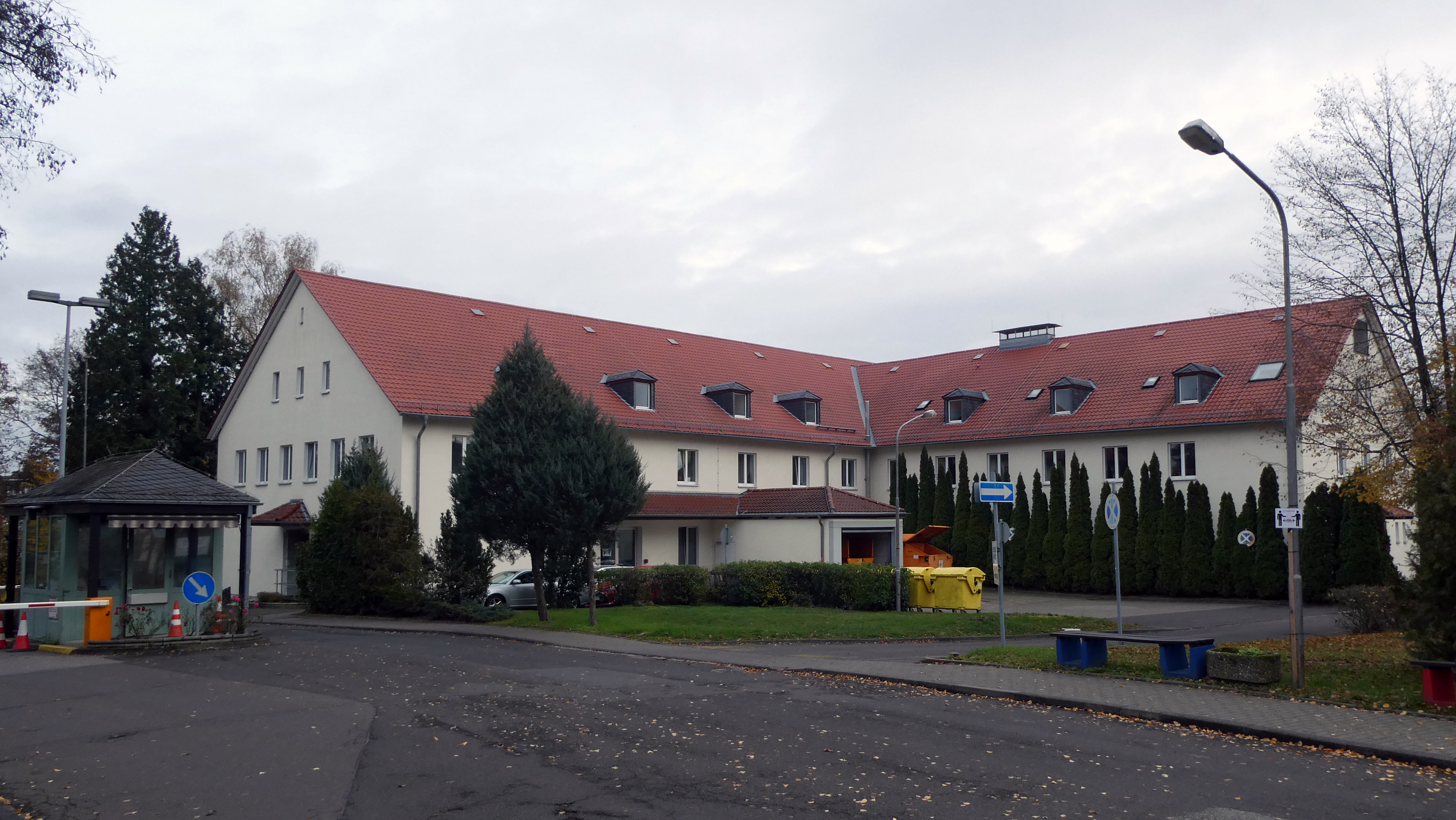
Verwaltungsgebäude 1
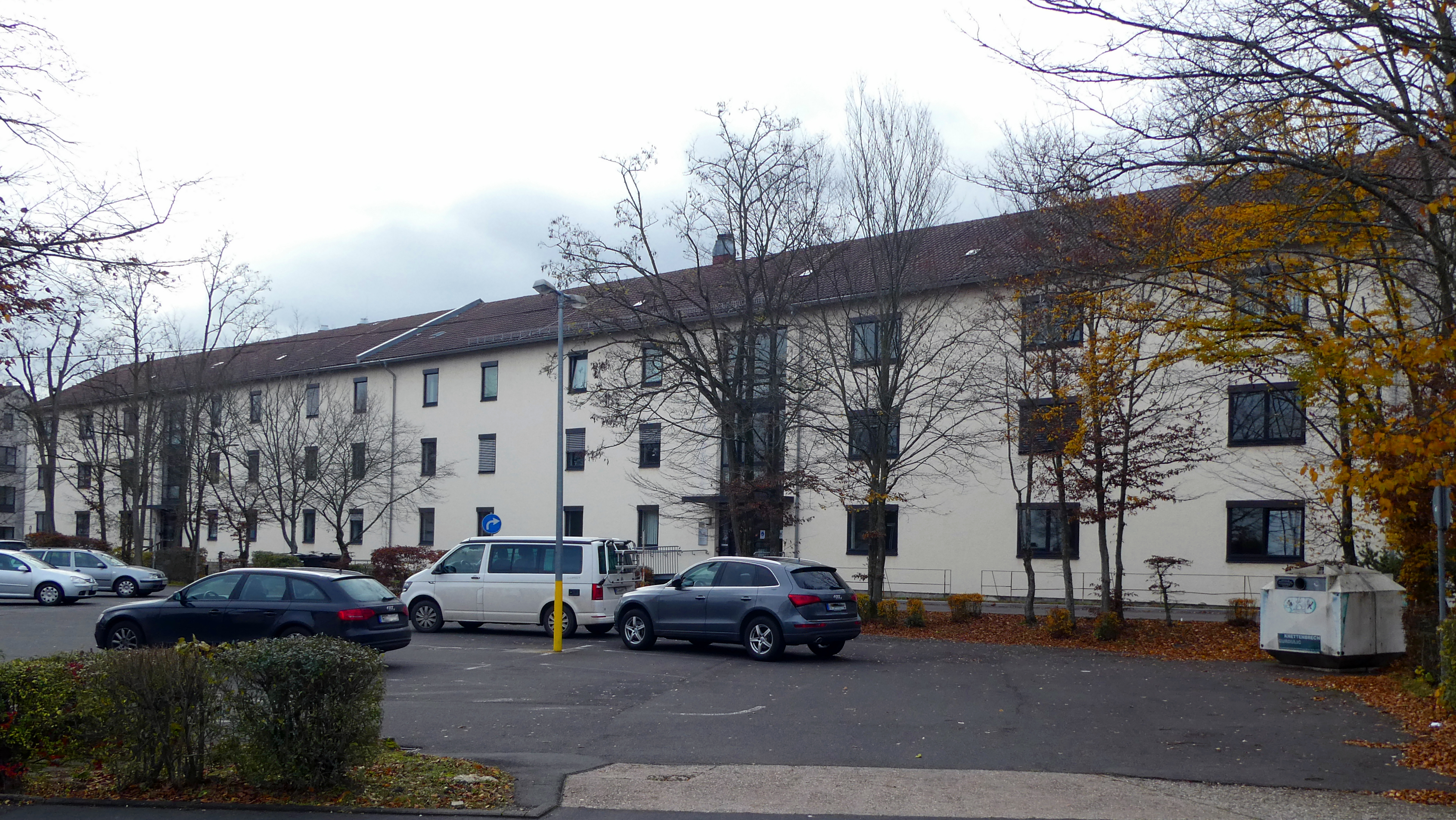
Unterkunft und Verwaltungsgebäude 2
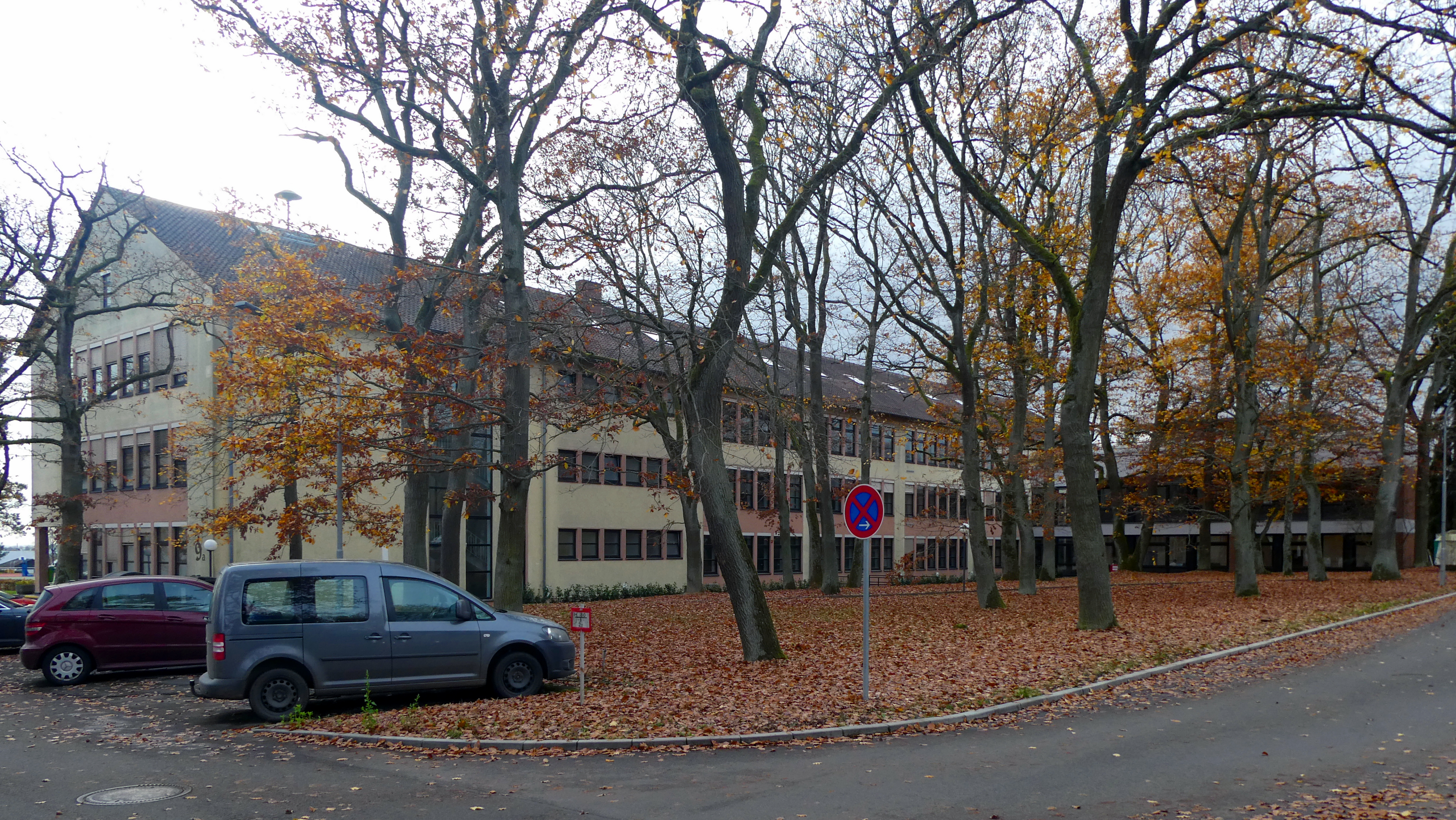
Lehrsaalgebäude 9a
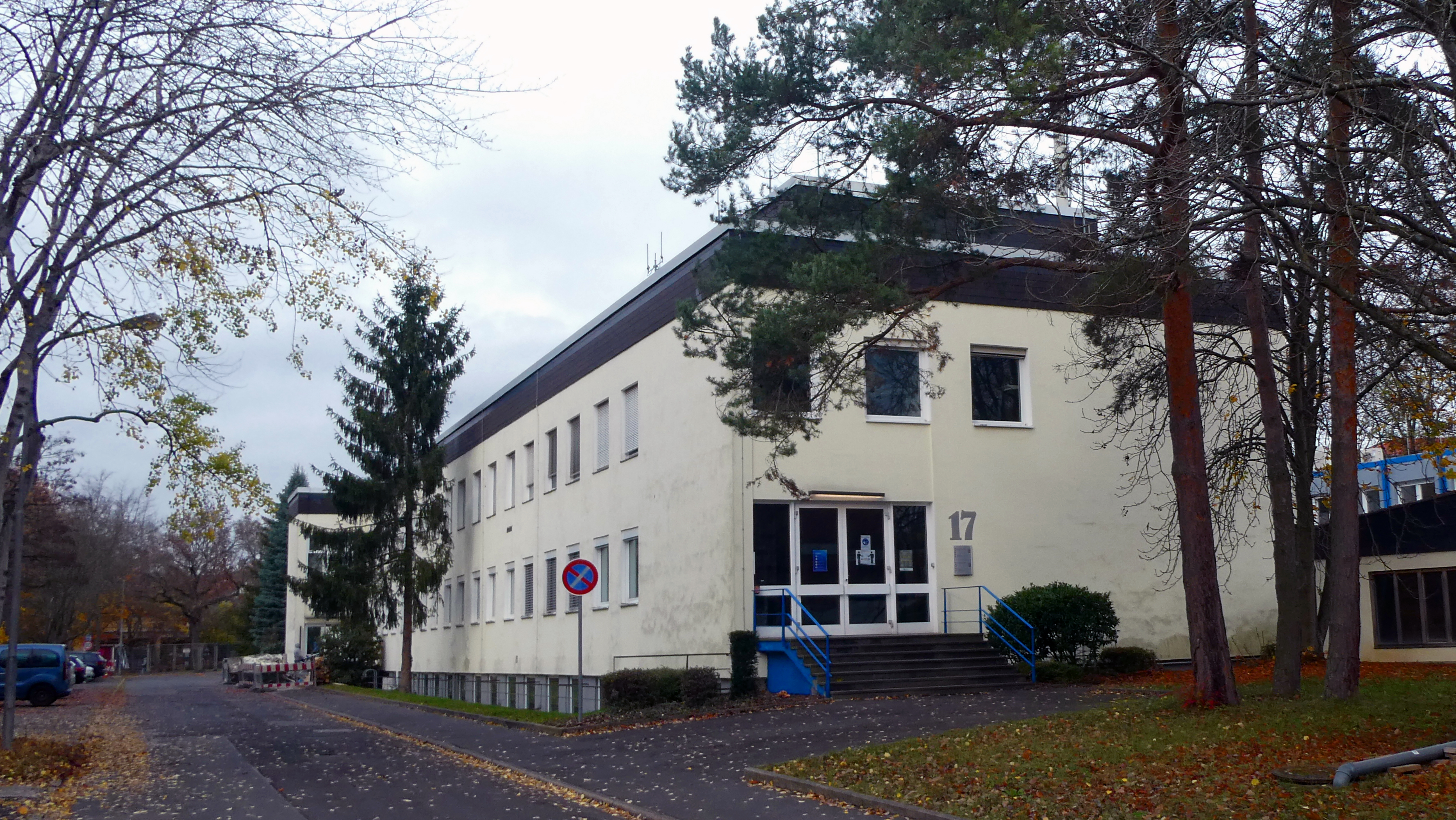
Fernmeldeleitstelle Gebäude 17
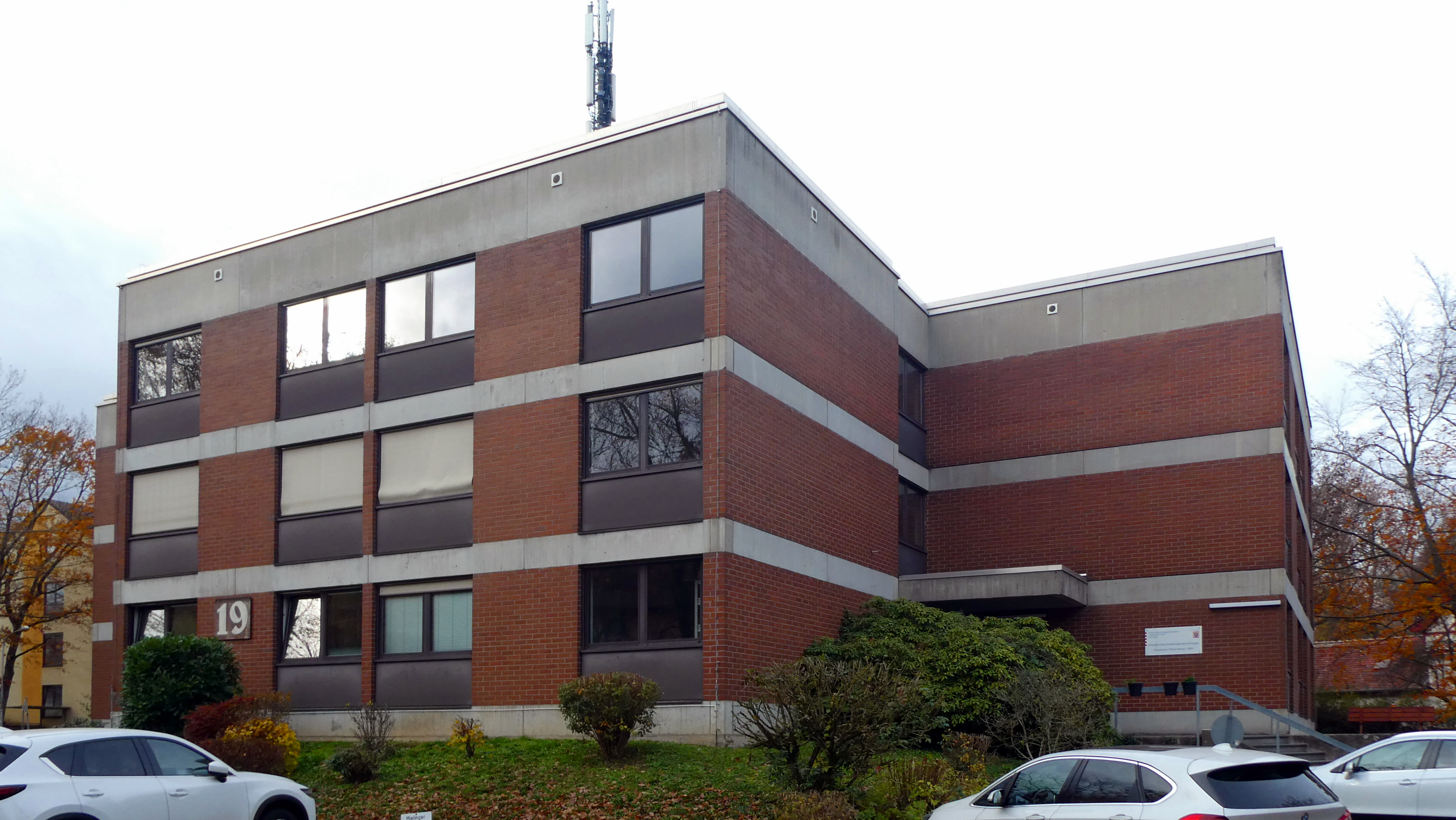
Ärztlicher Dienst Gebäude 19
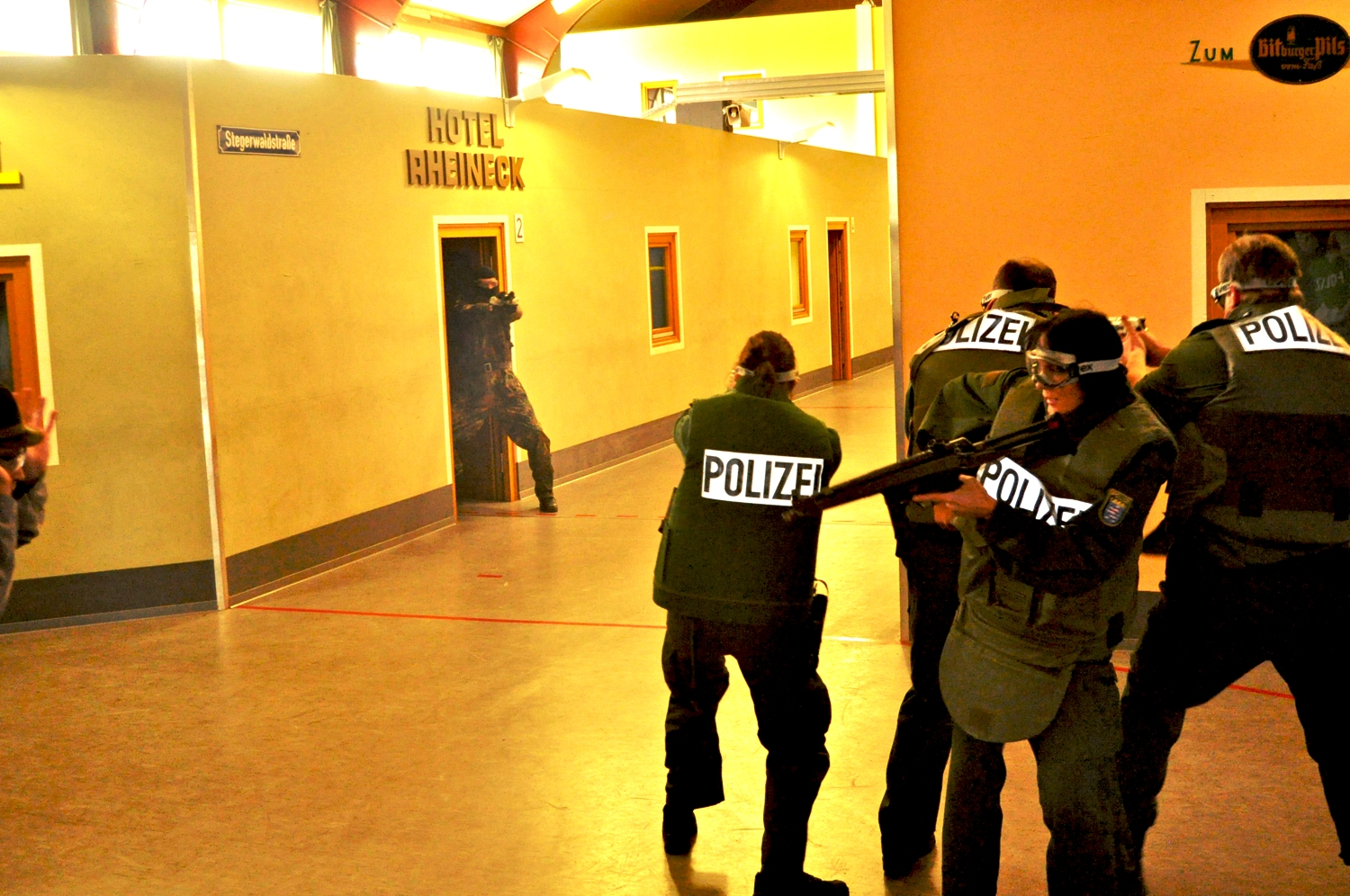
Einsatztrainingszentrum

## Schulleiter
Die Schulleiter der Hessischen Polizeischule bzw. Polizeiakademie Hessen:
| Behördenleiter      | Titel           | Amtszeit                            |
| ------------------- | --------------- | ----------------------------------- |
| Herbert Kalicinski  | Polizeidirektor | 1945–1949                           |
| Friedrich Beloff    | Polizeidirektor | 1949–1954                           |
| Karl Mündelein      | Polizeioberrat  | April 1954–31. März 1961            |
| Joachim Kosmetschke | Polizeidirektor | 1. April 1961–21. März 1968         |
| Arnold Schubert     | Polizeidirektor | 2. Mai 1968–31. März 1971           |
| Josef Vorbeck       | Direktor        | 1. April 1971–31. Oktober 1985      |
| Anton Meyer         | Direktor        | 1. November 1985–30. November 1991  |
| Alwin Christoph     | Direktor        | 1. Dezember 1991–31. Mai 1998       |
| Werner Larem        | Direktor        | 1. Juni 1998–31. Dezember 2001      |
| Alfred Kayser       | Direktor        | 1. Januar 2001–7. November 2004     |
| Dietrich Sauer      | Direktor        | 9. November 2004–30. September 2006 |
| Manfred Tecl        | Direktor        | 1. Oktober 2006–30. September 2009  |
| Gert Fischer        | Direktor        | 1. Oktober 2009–23. Dezember 2009   |
| Gert Fischer        | Präsident       | 1. Oktober 2009–31. Dezember 2021   |

## Polizeidenkmal
Am 2. November 1989, dem zweiten Jahrestag der tödlichen Schüsse an der Startbahn 18 West, wurde vom Hessischen Innenminister Gottfried Milde die vom Frankfurter Bildhauer Hans Steinbrenner geschaffene Skulptur als Denkmal für die am 2. November 1987 getöteten Polizeibeamten Eichhöfer und Schwalm, wie auch für die seit 1945 über 100 getöteten Polizeibediensteten offiziell übergeben.

## Organisation der Polizeiakademie Hessen

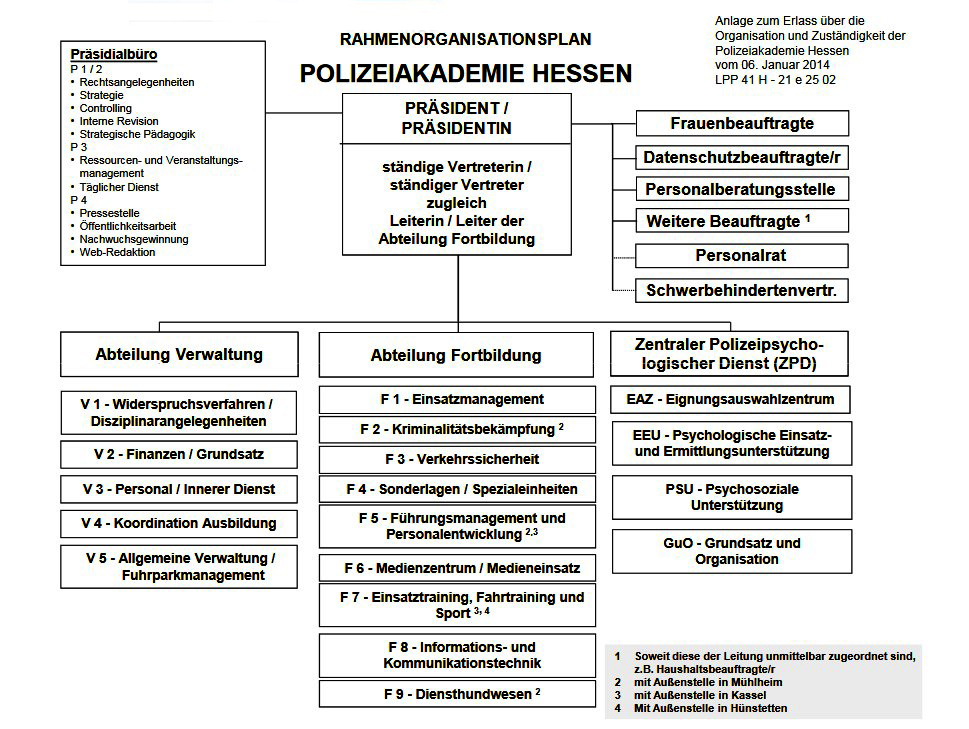
Organigramm des Hessischen Polizeiakademie (2014)

Die Polizeiakademie Hessen bestand aus vier Abteilungen:
- Leitung: Unter der Leitung des Präsidenten mit Präsidialbüro der HPA erfolgte für die Gesamtleitung der Behörde. Das Aufgabenspektrum umfasste die Sicherstellung eines bedarfsgerechten Fortbildungsangebotes und polizeipsychologischer Unterstützungsleistungen, Ausübung des Hausrechts für die gesamte Liegenschaft. Vorsitz der Auswahl-, Prüfungs- und sonstiger Ausschüsse, Vorgesetzter aller Bediensteten (Beamtinnen und Beamte sowie Beschäftigte) der HPA, Dienstvorgesetzte oder Dienstvorgesetzter der Beamtinnen und Beamten. Dem Präsidialbüro unterstand die Regelung der Rechtsangelegenheiten, Strategie, Controlling, Interne Revision, Strategische Pädagogik, Ressourcen- und Veranstaltungsmanagement und die Pressestelle, Öffentlichkeitsarbeit, Nachwuchsgewinnung, sowie die Web-Redaktion.
- Verwaltung: Die Abteilung Verwaltung war für die administrativen Aufgaben der HPA zuständig. Sie bestand aus fünf Hauptsachgebieten, darunter Personal, Finanzen, Fuhrparkmanagement, Logistik und IT.
- Fortbildung: Die Abteilung Fortbildung war für die inhaltliche Aus- und Fortbildung der hessischen Polizei zuständig. Sie bestand aus neun Fachbereichen:
  - Einsatzmanagement/Recht
  - Kriminalitätsbekämpfung
  - Verkehrssicherheit
  - Sonderlagen/Spezialeinheiten
  - Führungsmanagement und Personalentwicklung
  - Medienzentrum/Medieneinsatz
  - Einsatztraining, Fahrtraining und Sport
  - Informations- und Kommunikationstechnik
  - Diensthundwesen.
- Zentraler Polizeipsychologischer Dienst (ZPD): An die Polizeiakademie angegliedert war der Zentrale Polizeipsychologischer Dienst der Hessischen Polizei (ZPD). In kaum einem anderen Beruf wirken sich psychologische Aspekte des Verhaltens und Erleben von Menschen aus, wie im Polizeiberuf, eine Unterstützung durch Polizeipsychologen ist ein fester Bestandteil der Polizeiarbeit in Hessen. Der ZPD war zuständig für die polizeipsychologische Beratung und Betreuung von Polizeibeamten und -anwärtern und bestand aus den vier Sachgebieten Eignungsauswahlzentrum (EAZ), Psychologische Einsatz- und Ermittlungsunterstützung (EEU), Psychosoziale Unterstützung (PSU) und Grundsatz und Organisation (GuO).[10] Der Polizeipsychologe geht in der Einberatung oder auch in der unmittelbaren Linienfunktion als besondere polizeiliche Einsatzkraft zusammen mit den Vollzugsbeamten/-innen direkt in das Einsatzgesehen hinein, sowohl in der Planung mit gemeinsamen pyschologisch-taktischen Konzeptbildungen von Großereignissen oder Zugriffsszenarien als auch als unmittelbarer Berater des Polizeiführers und übergeordneten Entscheidungsträgern.[11]